# Cristina Scuccia
Cristina Scuccia OSU (Vittoria, 1988. október 2. –) olasz apáca, aki megnyerte a The Voice tehetségkutató 2014-es olaszországi énekversenyét. Scuccia lemezfelvételi lehetőséget kapott a Universal Recordstól. A döntőben Scuccia Kylie Minogue-gal énekelt duettet. 2013-ban a Good News Festivalon egy keresztény zeneverseny győztese lett.

## Élete
Cristina Scuccia 1988-ban született Szicíliában. 2009-ben lett novícia és két évet foglalkozott szegény gyerekekkel Brazíliában, mielőtt hivatalosan belépett az orsolyita rendbe.
2014-ben Cristina nővér jelentkezett a The Voice of Italy énekversenyre és nagyon népszerű lett mind a zsűri, mind a szavazóközönség körében, miután elénekelte Alicia Keys No One című dalát. Az előadást több mint 50 millióan nézték meg a YouTube-on. A verseny teljes ideje alatt egy egyszerű keresztet viselt a nyakában, valamint kényelmes fekete cipőt és bokáig érő fekete szoknyát hordott. A műsorban Kylie Minogue-gal és Ricky Martinnal énekelt együtt.
A döntőt az olasz szavazatok 62%-ával nyerte meg Giacomo Voli előtt. Miután megköszönte Istennek a győzelmet, elénekelte a Miatyánk imádságot a show szervezőinek és hallgatóságának.
Nem rajtam múlt, hogy itt vagyok, hanem annak köszönhetem, aki odafönt van. Nem azért vagyok itt, mert így akartam karriert csinálni, hanem azért, mert egy üzenetet akarok közvetíteni.
– idézte Cristina nővért a BBC News.

## Fordítás
- Ez a szócikk részben vagy egészben  a   Cristina Scuccia című angol Wikipédia-szócikk ezen változatának fordításán alapul.  Az eredeti cikk szerkesztőit annak laptörténete sorolja fel. Ez a jelzés csupán a megfogalmazás eredetét és a szerzői jogokat jelzi, nem szolgál a cikkben szereplő információk forrásmegjelöléseként.